# ALARM (ミサイル)

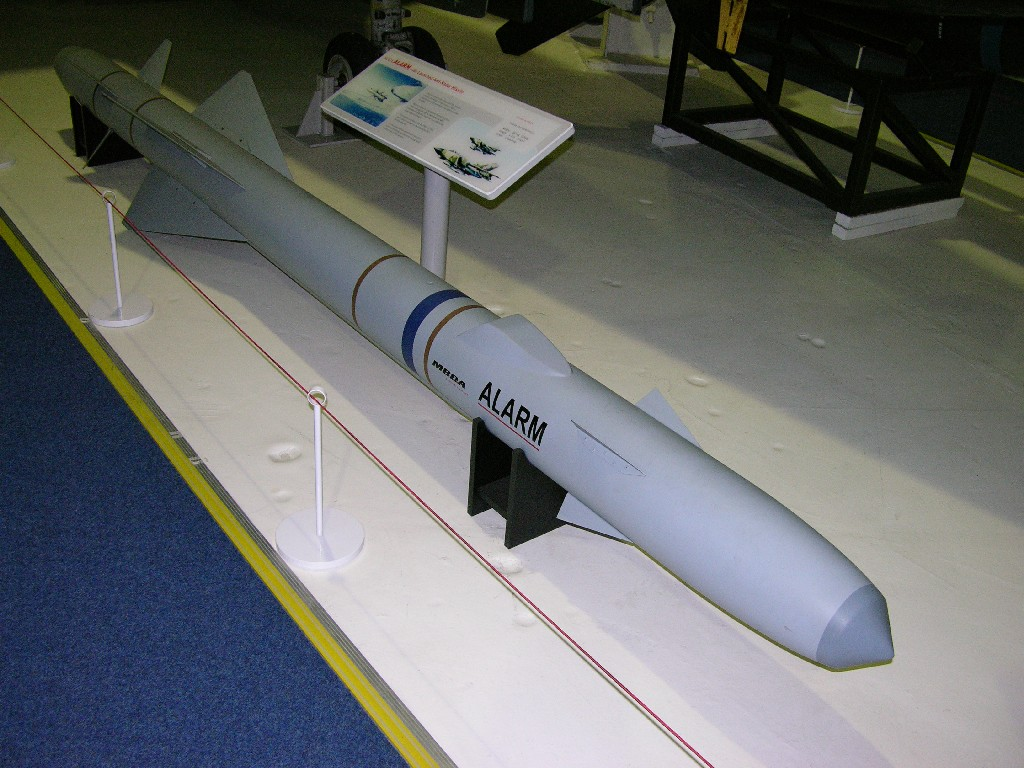
ALARM

ALARM（アラーム）は、MBDA社によって開発された対レーダーミサイルである。「ALARM」とは「空中発射対レーダーミサイル」（Air Launched Anti-Radiation Missile）の略であり、主に敵防空網制圧（SEAD ; Suppression of Enemy Air Defence）のためにレーダーを破壊することを目的としている。

## 概要
イギリス空軍のマーテルの後継としてMBDA社が開発し、サウジアラビア空軍でも使用されている。1986年にロケット・モーターの不具合が発見されたため、配備は1990年まで遅れ、湾岸戦争の勃発により改修の終了とともに配備された。湾岸戦争ではトーネード GR.1に搭載、使用された。
1997年からは延命措置とロケット、シーカーなどを改修したALARM IIの研究が始まった。ALARM IIは2001年に配備がなされ、イラク戦争ではトーネード GR.4と少数のトーネード F.3が使用した。
2013年にイギリス空軍から退役している。

## 特徴
役割的にはアメリカ製のAGM-88 HARMと酷似しているが、作動方法が異なる。ALARMは撃ちっぱなし能力に加えて、滞空能力が備わっている。滞空モードでALARMが発射されると、たとえ目標のレーダーが機能停止していても、高度13kmまで上昇してパラシュートを展開し、レーダーが再始動するまでゆっくり降下・滞空する。レーダーが再始動されれば、ALARMはパラシュートを切り離し、2個目のロケット・モーターを点火して目標を攻撃する。
ALARMには先端と中央、後部の3箇所にフィンを持ち、後部の可動式フィンによって操舵および姿勢制御を行う。中間飛翔では慣性航法を用い、終末誘導ではパッシブ・レーダーが使用される。滞空モードを含めて全部で5つのモードがあり、通常モードと制圧モードではALARMを連続発射しても自動的に同一目標への命中を避ける。

## 搭載機
- トーネード GR.4
- トーネード F.3
- SEPECAT ジャギュア

ユーロファイター タイフーンに搭載されるとされていたが、退役によりこの要件は削除された。

## 仕様
- 用途：敵防空網制圧
- 契約者：MBDA
- 全長：4.24m
- 直径：23cm
- 翼幅：73cm
- 発射重量：268kg
- 最大速度：2,455km/h（超音速）
- 射程：1.9-46.3km